# 小鰭脂巨口魚
小鰭脂巨口魚（学名：Opostomias micripnus）为輻鰭魚綱巨口鱼目巨口鱼科的其中一種。分布於南半球亞熱帶海域，為深海魚類，體長可達50公分。